# قصة حب مجوسية (رواية)
قصة حب مجوسية رواية للكاتب عبد الرحمن منيف صدرت للمرة الأولى عام 1974م عن الدار المؤسسة العربية للدراسات والنشر، ثم نشرتها دار التنوير في سنة 2013. وتناول قصة حب قوية تلهب مشاعر البطل وتملك عقله وحواسه. عبد الرحمن منيف (1933–2004) هو كاتب وروائي سعودي-عراقي يُعدّ من أبرز الأصوات الأدبية في العالم العربي. ينتقد الاستعمار والظلم والقضايا الإنسانية.

## ملخص الرواية
بدأ عبد الرحمن الرواية من لحظة التأزم، اللحظة التي وقع فيها في غرام ليليان، وبدأ يوضح لها العشق والغرام الذي  يملأ قلبه تجاهها، ومع أنه سابقا كان قد علق بحب ثلاث فتيات أخريات، إلا أن سحر ليليان جعله ينسى كل تجاربه السابقة، ومن هنا تبدأ رحلة بحثه عن كل ما يخص ليليان، لكن دون جدوى.
ومن ناحية أخرى تبدأ علاقاته السابقة مع الفتيات الثلاثة بالفشل واحدة تلو الأخرى، واستمر بالبحث عن ليليان مع العلم بأنها متزوجة ولديها طفلان، إلا أن الحب العذري الذي يحملة في قلبه لها لم يجعله يرى هذا الواقع، ولم يفقد الأمل باللقاء بها حتى آخر حرف في روايته، والسبب في تسمية الرواية بهذا الاسم، هو أن عشق عبد الرحمن  لليليان كعبادة المجوس للنار بالرغم من أنها تحرقهم لكن ما زالوا يعبدونها، وهو يحب ليليان بالرغم من المعاناة وعذاب الحب الذي يلاقيه جراء هذا العشق المجنون.
تكاد لا تخلو رواية قصة حب مجوسية من حالات الغضب على كل شيء في الكون، على قدره وحظه السيئ وعدم وصوله للمحبوبة، وعلى زوج ليليان الذي نعته بالسمين، وما هذا إلا بسبب الكره له والغيرة على محبوبته منه، وهو حب من طرف واحد.

## العنوان
يرتبط عنوان الرواية "قصة حب مجوسية" بتشبيه العشق الناري الذي يعيشه البطل بعبادة المجوس للنار، حيث تظل النار تحرقهم، ومع ذلك لا يتخلون عن عبادتها. يشير هذا التشبيه إلى الحب المؤلم الذي يلتهم قلب البطل لكنه يظل متمسكًا به رغم كل الصعوبات.

## الموضوعات الرئيسية
- الحب العذري من طرف واحد تتناول الرواية قصة حب غير متبادل يعيشه البطل تجاه ليليان، حيث يبقى مخلصًا لهذا العشق رغم غياب الرد أو الاعتراف من الطرف الآخر.[7]
- الصراع النفسي الداخلي والعذاب العاطفي يبرز الصراع الداخلي للبطل بين رغبته في الاقتراب من محبوبته والواقع الذي يمنعه، ما يولّد لديه توترًا نفسيًا مستمرًا وألمًا عاطفيًا عميقًا.
- الغيرة والكراهية تجاه الزوج المنافس تظهر في الرواية مشاعر الغيرة الشديدة والكراهية التي يكنها البطل لزوج ليليان، والذي يُنظر إليه كعائق أمام تحقيق الحب.
- القدر والخذلان والتمرد على الواقع يعكس البطل حالة من الخذلان والتمرد على الظروف التي فرضها عليه القدر، فهو يرفض الاستسلام لواقع الحب المستحيل ويظل يبحث عن أمل اللقاء.[8]

## الانتقادات الموجهة للرواية
رغم الإشادات الواسعة، وُجهت للرواية بعض الانتقادات من النقاد العرب، أبرزها: تصوير مبالغ فيه للعشق العذري وأحادية العلاقة، ضعف تطوير الشخصيات النسائية، خاصة شخصية ليليان، تكرار الصراع النفسي الداخلي مع ضعف في التطور الدرامي، إثارة جدل بسبب تناول الحب خارج إطار الزواج، مما يخالف بعض القيم الاجتماعية.

## الأثر الأدبي
تُعتبر "قصة حب مجوسية" من الروايات البارزة في الأدب العربي الحديث التي تناولت موضوعات العشق والتمرد النفسي ضمن سياق اجتماعي محافظ. ساهمت الرواية في إثارة نقاشات أدبية واجتماعية حول قضايا الحب خارج إطار الزواج والحرية الشخصية، بالإضافة إلى استكشافها العميق للصراعات النفسية للبطل.
شكلت الرواية نموذجًا للرواية العربية التي تمزج بين الحكي العاطفي والبعد الاجتماعي، وأثرت في كتاب جيل لاحقين في تناول العلاقات الإنسانية المعقدة. كما أثرت في الأدب السعودي بفتحها أبواباً جديدة لطرح موضوعات حساسة بأسلوب جريء.

## الاقتباسات
"كان حبه لها كالنار التي تحرق ولا تُطفأ، كعبادة المجوس للنار رغم الألم والمعاناة."
"لم يكن في قلبه سوى تلك اللهفة الجامحة، ذلك العشق الذي لا يعرف حدوداً، حتى ولو كان حباً من طرف واحد."
"هي ليليان، والهوى مجوسي، لا يلين ولا يرحم، يحرق كل ما يلمسه."